# Wszechzwiązkowa Akademia Przemysłowa
Wszechzwiązkowa Akademia Przemysłowa Ludowego Komisariatu Przemysłu Ciężkiego (ros. Всесоюзная Промышленная Академия НКТП – radziecka uczelnia państwowa w Moskwie, działająca w latach 1925-1941.